# Harlem (ligne bleue sud du métro de Chicago)
Pour les articles homonymes, voir Harlem (homonymie).
Ne doit pas être confondu avec Harlem/Lake (ligne verte du métro de Chicago) ou Harlem (ligne bleue nord du métro de Chicago).
 Harlem  est une station aérienne de la ligne bleue du métro de Chicago à proximité de l’autoroute Eisenhower  dans la banlieue ouest de Chicago sur le territoire de la ville de Forest Park. 
Il ne faut pas la confondre avec l'autre station Harlem de la ligne bleue qui se trouve sur la branche vers O'Hare ou avec la station Harlem/Lake de la ligne verte.

## Description
L'Aurora Elgin and Chicago Railway (AE&C) entra en service le 25 août 1902 et ouvrit une station sur Wisconsin Avenue en octobre. La Garfield Park Branch (aujourd'hui disparue), ouverte par le Metropolitan West Side Elevated Railroad en 1895, jouxtait la ligne de l'AE&C et assura le service local dans le secteur le 11 mars 1905. Plutôt que de continuer à utiliser la station de Wisconsin Avenue, le Metropolitan West Side Elevated décida d'ouvrir deux stations à proximité, l'une à Harlem et l'autre à Home Avenue.
Ouverte en 1960, la station Harlem est composée d'une entrée principale sur Harlem Street et d'une entrée auxiliaire sur Circle Avenue qui donnent accès à un quai central. 
Harlem est ouverte 24h/24, 7j/7 et 302 752 passagers y ont transité en 2008.

## Correspondances
Avec les bus du réseau Pace :
- #307 Harlem

## Dessertes
| Nord/Ouest             |  |             |  | Sud/Est              |
| ---------------------- |  | ----------- |  | -------------------- |
| Forest Park (terminus) |  | ligne bleue |  | Oak Park vers O'Hare |
| modifier sur Wikidata  |  |             |  |                      |